# Mountain Studios
A Mountain stúdió egy zenei stúdió a svájci Montreux-ban. 1979 és 1993 között a Queen együttes saját stúdiója volt. 1993 óta az egykori hangmérnök alkalmazott, David Richards tulajdonában van.

## Itt felvett albumok
- Queen
  - Jazz (1978)
  - Hot Space (1982)
  - A Kind of Magic (1986)
  - The Miracle (1989)
  - Innuendo (1991)
  - Made in Heaven (1995)
- Roger Taylor
  - Fun in Space (1981)
  - Strange Frontier (1984)
- The Cross
  - Shove It (1988)
  - Mad, Bad and Dangerous to Know (1990)
- AC/DC – Fly on the Wall (1985)
- Freddie Mercury & Montserrat Caballé
  - Barcelona (1988)
- Brian May
  - Back to the Light (1992)
- David Bowie
  - Lodger (1979)
  - Never Let Me Down (1987)
  - Black Tie White Noise (1993)
  - The Buddha of Suburbia (1993)
  - Outside (1995)
- Iggy Pop – Blah Blah Blah (1986)
- Led Zeppelin – Coda (1982)
- Chris Rea
  - Water Sign (1983)
  - Wired to the Moon (1984)
  - Shamrock Diaries (1985)
  - On the Beach (1986)
- The Rolling Stones – Black and Blue (1976)
- Yes – Going for the One (1977)
- Rick Wakeman – Rick Wakeman's Criminal Record (1977)
- Magnum – Vigilante (1986)
- Smokie – The Montreux Album (1978)

## Külső hivatkozások
- Hivatalos weboldal